# Britta Unsleber
Britta Unsleber (Darmstadt, 25 de diciembre de 1966) es una exfutbolista internacional alemana. La defensa fue internacional en 54 ocasiones con Alemania y marcó 13 goles. Con el FSV Frankfurt ganó dos campeonatos de Alemania y cinco copas. También ganó un campeonato con el TSV Siegen. En 1989 y 1991 ganó la Eurocopa femenina con la selección alemana.

## Carrera
Unsleber ya militaba como defensa en el primer equipo del TSV Eschollbrücken a la edad de 14 años.
A partir de la temporada 1984/85 estuvo comprometida con el FSV Frankfurt, con el que jugó por primera vez partidos de puntos en la Oberliga Hessen bajo la organización general de la Asociación de Fútbol de Hesse (Hessischer Fußball-Verband, HFV) en la Asociación Regional del Sur. Como campeón de Hesse, su club se clasificó para la ronda final del campeonato alemán y el 28 de junio de 1986 llegó a la final. Perteneciente al once inicial, el equipo ganó por 5-0 al SSG 09 Bergisch Gladbach en su Stadion An der Paffrather Straße ante 2.000 espectadores.
Desde la temporada 1990/91 jugó en la entonces doble Bundesliga Femenina, de la que su equipo salió ganador del Grupo Sur. En la siguiente ronda final del campeonato alemán perdió ante el TSV Siegen por 2-4 el 16 de junio de 1991 en el estadio Leimbach de Siegen, donde en el cuarto minuto había dado a su equipo una ventaja de 1-0.
De 1992 a 1994 jugó en el TSV Siegen. Durante su afiliación al club, su club emergió como ganador del Grupo Norte en ambas ocasiones; la final del campeonato disputada el 20 de junio de 1993 en Limburgerhof contra el TuS Niederkirchen se perdió 1-2 después, el 10 de junio de 1994 en Pulheim contra el Grün-Weiß Brauweiler, sin embargo, se ganó 1-0. Un año antes, también ganó la copa nacional de clubes contra este equipo tras una tanda de penaltis por 6-5. Su primer título con el club lo consiguió antes del inicio de la liga en 1992, al ganar la Supercopa de Alemania.
De regreso a Frankfurt am Main, jugó dos temporadas más con el FSV Frankfurt, con el que ganó el doblete en 1995 y nuevamente la copa nacional de clubes en 1996.

## Carrera internacional
Unsleber jugó 54 partidos internacionales con la selección alemana, en la que marcó 13 goles.
Debutó con la selección el 21 de noviembre de 1984 en Waalwijk en un empate 1-1 en un amistoso contra la selección holandesa y jugó su último papel con la DFB el 3 de julio de 1993 en Cesenatico en la derrota por 3-1 en el partido por el tercer puesto de la Eurocopa Femenina celebrada en Italia. También formó parte del contingente de la Copa Mundial Femenina de Fútbol de 1991, que terminó con una derrota por 4-0 ante la selección de Suecia por el tercer puesto.
Además, como jugadora de la selección de la Federación de Fútbol de Hesse, ganó la final de la copa estatal que se celebró el 1 de abril de 1990 en Laudenbach y venció por 4-0 a la selección de la Asociación de Fútbol y Atletismo de Westfalia. el 26 de mayo de 1991 en Feuchtwangen con victoria por 6-0 sobre el equipo de la Federación Bávara de Fútbol, el 3 de mayo de 1992 en Hungen con victoria por 1-0 sobre el equipo de la Asociación de Fútbol y Atletismo de Westfalia, y el 15 de abril de 1995 en Pfingstberg-Hochstädt con la victoria por 2-0 sobre la selección de la Federación de Fútbol de Baden.
Con su traslado al TSV Siegen en 1993 también estuvo representada en el equipo de Westfalia, con el que también ganó la copa estatal el 23 de mayo en Rheine por 2-1 sobre la Federación de Fútbol de Hesse.

## Carrera como entrenadora
Tras finalizar su carrera como jugadora, fue entrenadora de porteras en el equipo de la liga regional femenina Sportfreunde Siegen y durante la temporada 2011/12 entrenadora asistente del club.

## Títulos

### Selección nacional
- Cuarto puesto en la Copa Mundial Femenina de Fútbol de 1991
- Tercer puesto en el CampeonatoFemeninodela UEFAde1993

### Selección de Hasse
- Copa nacional de Alemania 1990, 1991, 1992, 1995

### Selección de Westfalia
- Copa nacional de Alemania 1993

### FSV Frankfurt
- Campeonato Alemán de Fútbol Femenino 1986
- Bundesliga Femenina 1995
- Campeón de Hasse 1985, 1986
- Copa DFB Femenina 1985, 1990, 1992, 1995, 1996
- Supercopa DFB Femenina 1996

### TSV Siegen
- Bundesliga Femenina 1994
- Copa DFB Femenina 1993
- Supercopa DFB Femenina 1992

## Clubes
| Club                | País     | Año       |
| ------------------- | -------- | --------- |
| FSV Frankfurt       | Alemania | 1984-1992 |
| TSV Siegen          | Alemania | 1992-1994 |
| FSV Frankfurt       | Alemania | 1994-1996 |
| Sportfreunde Siegen | Alemania | 2012-2013 |